# Осока колосистая
Осо́ка колоси́стая (лат. Carex spicata) — многолетнее травянистое растение, вид рода Осока (Carex) семейства Осоковые (Cyperaceae).

## Ботаническое описание
Светло-зелёное, дернистое растение.

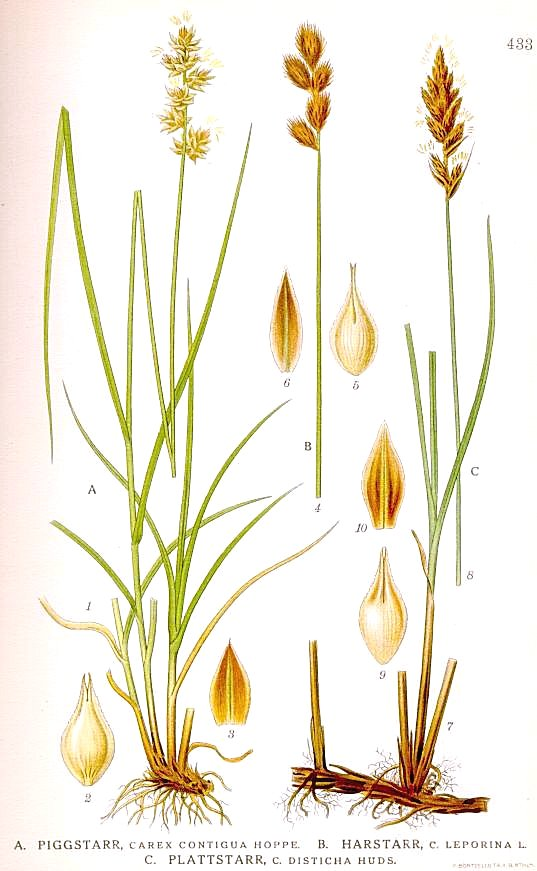
A — Carex contigua (Syn.)

Стебли тонкие, кверху шероховатые, 20—80 см высотой, у основания с чёрно-бурыми волокнами старых влагалищ.
Листья плоские, мягкие, 2—3 мм шириной, короче стебля или почти равные ему.
Колоски в числе 5—12, андрогинные, сближенные, немногоцветковые, яйцевидные, с несколько оттопыренными мешочками, образуют рыхлый, книзу возможно прерывистый колос до 5 см длиной. Чешуи яйцевидные, тонко-заострённые, светло-ржавые, с зелёным килем, короче мешочков. Мешочки яйцевидные, 4,5—5(5,5) мм длиной, 1,5—1,8 шириной, плосковыпуклые, перепончатые, с губчатым, несколько вздутым, широко-округлым основанием, без жилок или спереди с 4—6 слабо выраженными жилками, снизу без жилок, зеленоватые, позже буреющие, с неясным (сглаженным) краем, постепенно переходят в средний шероховатый и двузубчатый носик. Кроющие листья чешуевидные (иногда нижние с удлинёнными щетиновидными верхушками) или, редко, узколинейные.
Плодоносит в мае—июле. Плод полностью заполняет мешочек.
Число хромосом 2n=58.
Вид описан из Германии.

## Распространение
Европа; Прибалтика; Европейская часть России: все районы, кроме Арктики, в Карело-Мурманском Ладожское озеро, остров Валаам, в Двино-Печорском окрестности Архангельска и Вологодская область, бассейны рек Ухты и Кожвы; Беларусь; Украина; Молдова; Кавказ; Западная Сибирь: северо-восток бассейна Иртыша, Алтай; Восточная Сибирь: окрестности Иркутска (вероятно, заносное); Дальний Восток: Уссурийский край (юг Шкотовского района, заносное); Западная Азия: Турция, Иран, Ирак; Северная Америка (заносное); Северная Африка.
Растёт в светлых, иногда тенистых лиственных лесах и рощах, на лесных лужайках, опушках, среди кустарников, по окраинам дорог; на равнинах и в лесном поясе гор.

## Систематика
В пределах вида выделяются два подвида:
- Carex spicata subsp. andresii Molina Gonz. — Пиренейский полуостров
- Carex spicata subsp. spicata — Осока соседняя, или осока Люмницера; от Европы до Северо-Западного Ирана

Егорова Т. В. для этого вида использует название Carex contigua Hoppe — Осока соседняя, а Carex lumnitzeri Rouy — Осоку Люмницера считает её теневой формой.